# Srednjaja Achtuba
Srednjaja Achtuba (russisch Сре́дняя А́хтуба) ist eine Siedlung städtischen Typs in der Oblast Wolgograd (Russland) mit 14.431 Einwohnern (Stand 14. Oktober 2010).

## Geographie
Die Siedlung liegt 25 km Luftlinie östlich des Oblastverwaltungszentrums Wolgograd und etwa 10 km südöstlich des Zentrums der Großstadt Wolschski am linken Ufer der Achtuba, dem mehr als 500 km langen linken Mündungsarm der Wolga.
Srednjaja Achtuba ist Verwaltungszentrum des Rajons Sredneachtubinski. Die Siedlung bildet als deren einzige Ortschaft eine Stadtgemeinde (gorodskoje posselenije).

## Geschichte
Nach örtlichen Überlieferungen soll die Siedlung 1668 von Verwundeten gegründet worden sein, die der zuvor nach Zarizyn gezogenen Kosakenataman Stenka Rasin dort zurückgelassen hatte. Einen offiziellen Status erhielt der Ort jedoch erst 1758 durch den Artillerieoffizier und späteren Kommandanten von Zarizyn Iwan Zypljatew; zu diesem Zeitpunkt sollen dort bereits 3000 Menschen gelebt haben. Der Ortsname bezieht sich auf den Fluss und bedeutet Mittlere Achtuba.
1928 wurde Srednjaja Achtuba Verwaltungssitz eines neu geschaffenen Rajons, 1959 erhielt es den Status einer Siedlung städtischen Typs.

### Bevölkerungsentwicklung
| Jahr | Einwohner |
| ---- | --------- |
| 1939 | 6.012     |
| 1959 | 9.138     |
| 1970 | 11.692    |
| 1979 | 11.059    |
| 1989 | 11.445    |
| 2002 | 13.856    |
| 2010 | 14.486    |

Anmerkung: Volkszählungsdaten

## Wirtschaft und Infrastruktur
In der Siedlung gibt es Betriebe der Lebensmittelindustrie und der Bauwirtschaft.
Durch den Ort führt die Regionalstraße, die von Wolgograd über Wolschki die Achtuba hinab weiter nach Astrachan führt. In Srednjaja Achtuba zweigt eine Nebenstraße, die dort die Achtuba überquert, zur Kleinstadt Krasnoslobodsk am linken Wolgaufer gegenüber Wolgograd ab. Die nächstgelegene Bahnstation befindet sich in Wolschski an der Strecke Wolgograd – Astrachan.